# Psychotria viridiflora
Psychotria viridiflora är en måreväxtart som beskrevs av Caspar Georg Carl Reinwardt och Carl Ludwig von Blume. Psychotria viridiflora ingår i släktet Psychotria och familjen måreväxter. Inga underarter finns listade i Catalogue of Life.